# División militar
Una división es una gran unidad militar formada por varias brigadas o regimientos, a los que se añaden unidades más pequeñas de artillería, Estado Mayor, unidades especializadas e ingenieros de comunicaciones. Una división es una gran unidad o formación militar, que generalmente consta desde 6.000 hasta 15.000 soldados, un Cuerpo de ejército está formado por varias divisiones militares.
En la guerra moderna, la división tiende a ser la unidad más pequeña de armas combinadas capaz de realizar operaciones de larga duración de forma independiente; las divisiones han sido diseñadas y estructuradas para ser unidades independientes, sin necesidad de apoyo de ningún tipo (por ello tienen sus propias unidades de apoyo, comunicaciones, sanitarias, etc.). Sin embargo, en muchos escenarios de combate pocas veces es necesario poner tantos soldados juntos sobre el terreno, de modo que suelen emplearse conjuntos más pequeños de tropas llamados grupos de batalla o fuerzas operativas, procedentes de una o más divisiones.
En algunas armadas  se usa el término para referirse a departamentos administrativos a bordo de un buque de superficie, en mandos costeros, o subunidades de buques dentro de una flotilla. En esas circunstancias, la división hace referencia a un conjunto mucho menor de personas, usualmente por debajo de 100, y está al mando generalmente de un teniente de navío o un alférez de navío.
Históricamente, la división ha sido la unidad de armas combinadas por defecto capaz de realizar operaciones independientes. Las unidades de armas combinadas más pequeñas, como el equipo de combate de regimiento estadounidense (RCT) durante la Segunda Guerra Mundial, se utilizaban cuando las condiciones las favorecían. En los últimos tiempos, los ejércitos occidentales modernos han empezado a adoptar el equipo de combate de brigada más pequeño (similar al RCT) como unidad de armas combinadas por defecto, siendo menos importante la división a la que pertenecen.
Una palabra similar, divizion/divizijun/dywizjon, también se utiliza en idiomas como el ruso, el serbio, el croata y el polaco, para una unidad de artillería o caballería del tamaño de un batallón. En el uso naval, "división" tiene un significado completamente distinto.  A bordo de los buques de la Royal Navy británica, los términos "división" o "departamento" se utilizan a menudo indistintamente y se refieren a la organización administrativa utilizada para gestionar el personal. A bordo de los buques de la marina estadounidense (incluidos los buques guardacostas), en los mandos en tierra y en las unidades de aviación naval de Estados Unidos (incluida la aviación de la marina, el cuerpo de marines y los guardacostas de Estados Unidos) se refiere a una subunidad administrativa/funcional de un departamento (por ejemplo, la división de control de incendios del departamento de armamento).  Alternativamente, se refiere a una subunidad de varios buques dentro de una flotilla o escuadrón, o a dos o tres secciones de aeronaves que operan bajo un jefe de división designado.

## Historia

### Orígenes
En Occidente, el primer general que pensó en organizar un ejército en pequeñas unidades de armas combinadas fue Mauricio de Sajonia (m. 1750), Mariscal General de Francia, en su libro Mes Rêveries. Murió a los 54 años, sin haber puesto en práctica su idea. Victor-François de Broglie puso en práctica las ideas. Llevó a cabo con éxito experimentos prácticos del sistema divisional en la Guerra de los Siete Años.

### Las primeras divisiones
La primera guerra en la que se utilizó sistemáticamente el sistema divisional fue la Guerra de la Revolución Francesa. Lazare Carnot del Comité de Seguridad Pública, encargado de los asuntos militares, llegó a la misma conclusión al respecto que el anterior gobierno real, y el ejército se organizó en divisiones.
Esto hizo que los ejércitos fueran más flexibles y fáciles de maniobrar, y también hizo que el gran Ejército Revolucionario Francés fuera manejable. Bajo Napoleón, las divisiones se agruparon en cuerpos, debido a su creciente tamaño. El éxito militar de Napoleón extendió el sistema de divisiones y cuerpos por toda Europa; al final de las Guerras Napoleónicas, todos los ejércitos de Europa lo habían adoptado.

## Características de la división
Se considera a la División la mayor unidad de un ejército y es mandada por un general de división, que es el oficial de más alto rango con excepción del comandante en jefe de cada ejército (Tierra, Mar y Aire).
En numerosas ocasiones, y en ejércitos de gran entidad, las divisiones se agrupan en una unidad llamada cuerpo de ejército, integrada por dos o más divisiones y un cuerpo dentro de un grupo de ejércitos, como los formados por los alemanes para la Operación Barbarroja. No obstante, en otras fuerzas armadas, dichas unidades solo han existido en el papel e incluso la vigencia de la división está en entredicho frente a la brigada, más flexible y mejor preparada para servir en escenarios de guerra asimétrica.

## Nomenclatura
Las divisiones se designan comúnmente combinando un número ordinal y un nombre de tipo (por ejemplo: "13ª División de Infantería"). Los apodos a menudo se asignan o adoptan, aunque estos a menudo no se consideran una parte oficial de la nomenclatura de la unidad, siendo las divisiones del Ejército italiano una de las excepciones. En algunos casos, los títulos divisionales carecen de un número ordinal, a menudo en el caso de unidades únicas o unidades que sirven como élite o tropas especiales. Para mayor claridad en las historias e informes, la nación se identifica antes del número. Esto también ayuda en los estudios históricos, pero debido a la naturaleza de la inteligencia en el campo de batalla, los nombres y asignaciones de las divisiones a veces se oscurecen. Sin embargo, el tamaño de la división rara vez hace necesaria tal ofuscación.
En los años previos al final de la guerra fría y más allá, los nombres tipográficos de varias divisiones se volvieron menos importantes. La mayoría de las divisiones de infantería de EE. UU. Ahora estaban mecanizadas y tenían un número significativo de tanques e IFV, convirtiéndose de facto en divisiones blindadas. Las divisiones blindadas de EE. UU. tenían más tanques pero menos infantería que estas divisiones de infantería. Además, la única división de caballería estaba estructurada de la misma manera que una división blindada.
Con la introducción de equipos de combate de brigada modular (BCT) en las divisiones modernas, el tipo de nomenclatura es aún menos importante, ya que ahora una división puede estar formada por cualquier combinación de infantería ligera, Stryker y BCT blindados. Por ejemplo, la 1.ª División de Infantería de EE. UU. actualmente consta de dos BCT blindados junto con tropas de apoyo, sin ninguna unidad de infantería ligera. Por el contrario, la actual 1.ª División Acorazada consta de dos BCT blindados y un Stryker BCT junto con sus tropas de apoyo.
Sin embargo, algunos tipos de división de EE. UU. conservarán su misión: las divisiones aerotransportadas 82.ª y 11.ª tienen BCT de infantería aerotransportada, mientras que la 10.ª División de Montaña solo tiene unidades ligeras de BCT de infantería.

## Tipos
Las divisiones se forman a menudo para organizar unidades de un tipo particular junto con unidades de apoyo apropiadas para permitir operaciones independientes. En épocas más recientes, las divisiones se han organizado principalmente como unidades de armas combinadas con unidades subordinadas que representan varias armas de combate. En este caso, la división a menudo conserva el nombre de una división más especializada, y todavía puede ser encargada de un papel principal adecuado a esa especialización.

### División de infantería
Una "división de infantería" es una formación militar compuesta principalmente por infantería unidades, apoyada también por unidades de otras armas de combate. En la Unión Soviética y Rusia, una división de infantería suele denominarse "división de fusiles". Una división de infantería motorizada es una división con una mayoría de subunidades de infantería transportadas en vehículos motorizados de piel blanda. Una división de infantería mecanizada es una división con una mayoría de subunidades de infantería transportadas en Transporte blindado de personal (APCs) o vehículo de combate de infantería (IFVs) o ambos, o incluso alguna otra clase de vehículo blindado de combate diseñados para el transporte de infantería. Las divisiones de infantería mecanizada de la Alemania nazi se denominaban "divisiones de granaderos Panzer". En Rusia, se conocían como "divisiones de fusiles motorizados".
Debido a la facilidad y sencillez de formar divisiones de infantería en comparación con otras formaciones, las divisiones de infantería han sido a menudo las más numerosas en la guerra histórica. La mayoría de las Divisiones estadounidenses durante la Segunda Guerra Mundial eran divisiones de infantería.
También se esperaba que las divisiones de infantería viajaran a pie de un lugar a otro, con vehículos de transporte o caballos de carga utilizados para aumentar sus viajes. Las divisiones evolucionaron con el paso del tiempo. Por ejemplo, en 1944, la Alemania nazi designó a algunas de sus formaciones de infantería como divisiones Volksgrenadier', que eran ligeramente más pequeñas que las divisiones regulares, con un mayor número de subfusiles y armas automáticas y antitanque para reflejar la realidad de que se iban a utilizar en la guerra defensiva. En 1945, la Alemania nazi destinó a miembros de la Kriegsmarine para crear "divisiones navales", de menor calidad que las divisiones de infantería del Heer. También crearon "divisiones de campo de la Luftwaffe" a partir de miembros de la Luftwaffe.
A las divisiones de infantería a veces se les asignaba la responsabilidad del trabajo de  guarnición. Recibieron los nombres de "divisiones de guardia fronteriza", "divisiones de infantería estática" y "divisiones fortaleza", y fueron utilizadas a menudo por la Alemania nazi. La Unión Soviética organizó divisiones de artillería ametralladora de artillería, lanzacohetes múltiples y posiciones de cañón estáticas para su uso al este de los Urales. Un informe de 1997 afirmaba que estaban compuestas generalmente por cuatro brigadas, aunque datos posteriores sugieren que esto era inexacto.

### División de caballería
En la mayoría de las naciones, la caballería se desplegaba en unidades más pequeñas y, por tanto, no se organizaba en divisiones, pero en los ejércitos más grandes, como el del Imperio Británico, Estados Unidos, Primer Imperio Francés, Francia, Imperio Alemán, Alemania nazi, Imperio Ruso, Imperio de Japón, Segunda República Polaca y Unión Soviética, se formaron varias divisiones de caballería. En la mayoría de los casos, su estructura era similar a la de las divisiones de infantería del país, aunque solían tener menos elementos de apoyo y más ligeros: las brigadas o regimientos de caballería sustituían a las unidades de infantería y las unidades de apoyo, como la artillería y los suministros, eran tiradas por caballos. En su mayor parte, las grandes unidades de caballería no permanecieron después de la Segunda Guerra Mundial.
Aunque la caballería a caballo se había considerado obsoleta, el concepto de caballería como fuerza rápida capaz de realizar misiones que tradicionalmente cumplía la caballería a caballo volvió al pensamiento militar durante la Guerra Fría. En general, se desarrollaron dos nuevos tipos de caballería: caballería aérea o aeromóvil, basada en la movilidad de los helicópteros, y caballería acorazada, basada en una formación acorazada autónoma. La primera fue promovida por la 11.ª División de Asalto Aéreo (Prueba), formada el 1 de febrero de 1963 en Fort Benning, Georgia. El 29 de junio de 1965, la división pasó a llamarse 1.ª División de Caballería (Aeromóvil), antes de su partida para la guerra de Vietnam.
Tras el final de la guerra de Vietnam, la 1.ª División de Caballería fue reorganizada y reequipada con carros de combate y vehículos exploradores blindados para formar una caballería blindada.
El concepto de una fuerza de reconocimiento blindada de movimiento rápido se ha mantenido en los ejércitos modernos, pero estas unidades son ahora más pequeñas y forman una fuerza de armas combinadas que se utiliza en las brigadas y divisiones modernas, y ya no se les concede el estatus de división.
Las "divisiones ligeras" eran divisiones de caballería alemana organizadas a principios de la Segunda Guerra Mundial que incluían unidades motorizadas.

## Divisiones famosas
Algunas de las divisiones más famosas han sido:
- La 101.ª División Aerotransportada es una de las divisiones más famosas del Ejército de los Estados Unidos además de ser una de las primeras divisiones aeromóviles creadas. Fue la principal protagonista de la batalla de las Ardenas en el frente aliado en el teatro de operaciones europeo de la Segunda Guerra Mundial.

- La 316.ª División de Fusileros soviética, después renombrada a 8.ª División de Guardias 'Iván Panfilov' tuvo un papel destacado en la defensa de Moscú, soportando el peso de la ofensiva alemana en la batalla de la carretera de Volokolamsk, tras la cual la unidad fue reformada como división de guardias y se la condecoró con la Orden de la Bandera Roja.
- La 13.º División de Fusileros de la Guardia, tuvo un destacado papel en la batalla de Stalingrado especialmente al detener el avance alemán en el centro de la ciudad y en la colina Mamáyev Kurgán, evitando de esa manera la caída de la ciudad.[3]

- La Leibstandarte SS Adolf Hitler fue enviada en 1943 para evitar el colapso del frente ruso tras la derrota en la Batalla de Stalingrado y poder resistir al recuperado Ejército Rojo.[4]

- La División Leclerc fue la unidad encargada de liberar París de los alemanes en la Segunda Guerra Mundial e integrada, entre otras, por numerosos españoles.

- La 1.ª División de Caballería de los Estados Unidos combatió en la guerra de Vietnam como un nuevo concepto de unidad de caballería transportada, extraída y abastecida por helicópteros; poco después también artillada con helicópteros de combate.[5] Supuso la entrada de esta nueva arma como una de las piezas fundamentales de cualquier ejército y la implantación completa del concepto de Plataforma aeromóvil.

- La División del Norte, liderada por Pancho Villa durante la Revolución mexicana, es hasta la fecha la división más famosa que haya tenido el ejército de México. Reducida a menos de mil hombres después de la Batalla de Celaya, atacó el pueblo de Columbus, Nuevo México, siendo esta la única invasión que fuerzas armadas hayan realizado al territorio continental de los Estados Unidos de América en el siglo XX.[6]

- 1.ª División de Infantería (Estados Unidos) (Big Red One). Tomó parte en todas las guerras de Estados Unidos desde la Gran Guerra, excepto la guerra de Corea y la guerra de Afganistán (guerra civil estadounidense, Primera Guerra Mundial, Segunda Guerra Mundial, guerra de Vietnam, guerra del Golfo y la guerra de Irak).

- La 250 Einheit Spanischer Freiwilliger de la Wehrmacht, más conocida como la División Azul fue formada por Francisco Franco y enviada a servir al frente del Este, durante la Segunda Guerra Mundial.
- La 11.ª División —conocida también como División «Líster»—  fue una división perteneciente al Ejército Popular de la República y que combatió en la guerra civil española. Siendo una de las divisiones más fogueadas del Ejército Popular, participando como unidad de choque en la mayoría de ofensivas y batallas de la contienda como las de Madrid, Guadalajara, Brunete, Belchite o el Ebro.